# Pamela Mann
Pamela Mann (Estados Unidos; 1 de julio de 1957) es una ex actriz pornográfica estadounidense.

## Biografía
Entró en la industria pornográfica en 1980, cuando tenía 23 años. Como actriz, ha trabajado para estudios como Gourmet/GVC, Arrow/AFV, VCA Pictures, Intropics Video, Western Visuals, Hollywood, Filmco Releasing, X-travision, Arrow o Filmco Releasing, entre otros. En el año 1985 se llevó el Premio AVN a la Mejor actriz por X Factor
Se retiró en 1988, cho años después de iniciar su carrera en la industria, habiendo sido escasamente protagonista, rodando solamente 21 películas como actriz.
Otros trabajos suyos fueron Eat at the Blue Fox, Once Upon a Secretary, Personal Touch 2, Taboo 3 - The Final Chapter, Ultra Starcuts 8, Ultra Stars Of Retro Porn o X-Rated Bloopers.

## Premios y nominaciones
| Año  | Ceremonia   | Resultado | Premio       | Trabajo  |
| ---- | ----------- | --------- | ------------ | -------- |
| 1985 | Premios AVN | Ganadora  | Mejor actriz | X Factor |